# IOS 16
iOS 16은 애플이 자사의 아이폰 제품군을 위해 개발한 iOS 모바일 운영 체제의 16번째 주요 출시이다. 2022년 6월 6일 애플 세계 개발자 회의에서 iOS 15의 후속작으로 발표되었다.
iOS 16의 공개 베타는 2022년 7월에 출시되었으며 정식 버전은 2022년 9월 13일에 정식 출시 되었다.

## 역사

### 업데이트
첫 번째 베타는 2022년 6월 6일 (한국 기준 6월 7일)에 공개되었다. 그리고 정식 버전은 2022년 9월 12일 (한국 기준 9월 13일)에 출시되었다.
| 버전      | 빌드     | 코드 이름   | 출시 날짜        | 노트 | 업데이트 유형 |
| --------- | -------- | ----------- | ---------------- | --- | ------------- |
| 16.0      | 20A362   | Sydney      | 2022년 9월 13일  | 초기 릴리스 - 잠금 화면의 완벽한 오버홀로 맞춤화가 가능하다. - Apple Watch 얼굴처럼 여러 잠금 화면을 만들고 전환할 수 있다. - 잠금 화면 갤러리에서 스타일 및 디자인에 대한 제안을 제공한다. - 글꼴 및 색상을 사용자 정의할 수 있다. - 이제 잠금 화면에 위젯을 추가할 수 있다. - 이제 알림이 잠금 화면 하단에 나타난다. - 이제 포커스를 변경하면 잠금 화면이 변경될 수 있다. - 포커스 필터로 앱의 콘텐츠를 숨길 수 있다. - 이제 메시지를 보낸 후 최대 15분 동안 편집할 수 있으며 편집 로그가 뷰어에 표시된다. - 수신자가 iOS 15 이하일 경우 "메시지가 '로 편집되었습니다"라는 메시지를 받게 된다. - 이후 최대 2분 동안 iMessages를 보내지 않을 수 있다. - 메시지를 읽지 않은 것으로 표시할 수 있다. - 이제 iMessage를 통해 SharePlay를 수행할 수 있다. - 메일 검색 기능이 향상되었다. - 이메일은 전송된 후 최대 10분 동안 전송되지 않을 수 있다. - 이제 전자 메일을 보낼 수 있다. - Safari에서 탭 그룹 및 암호 공유 기능을 얻었다. - 이제 탭 그룹을 다른 사용자 및 장치와 공유할 수 있다. - 탭 그룹을 고정할 수 있다. - Safari 웹 페이지 번역은 이제 터키어, 태국어, 베트남어, 폴란드어, 인도네시아어 및 네덜란드어로 작성된 웹 페이지를 번역할 수 있다. - 보안을 강화하기 위해 저장된 암호를 암호로 바꾼다. - 실시간 텍스트는 이제 비디오에서 지원된다. - Visual Look Up을 통해 사진의 개체를 제거하여 앱에 복사/붙여넣기, 배경 제거가 가능하다. - Siri는 설정으로 확인 없이 메시지를 보낼 수 있다. - 아이폰XS, XS맥스, XR 이상에서는 시리에게 "안녕 시리, 내가 여기서 뭘 할 수 있을까?"라고 물어보면 시리의 능력을 자세히 설명하는 응답이 나온다. - 아이폰 XS, XS Max, XR 이상에서는 시리에게 "Hey Siri, 전화 끊어요"라고 물어보면 시리가 전화와 페이스타임 통화를 종료할 수 있다. - 맵은 이제 최대 15개의 스톱이 있는 멀티 스톱 라우팅이 가능하다. - 지도에서 교통카드는 교통카드의 잔액을 보고 보충할 수 있다. - 지도 경로는 운송 요금에 대한 총 비용을 표시할 수 있다. - 홈 앱이 완전히 재설계되었다. - 앱은 조명, 기후, 보안, 사운드/TV, 물의 범주로 구분되었다. - 새로운 카메라 뷰를 통해 최대 4대의 카메라를 화면에 언제든지 표시할 수 있으며 스크롤을 통해 더 많은 카메라를 볼 수 있다. - 상태 앱이 업데이트되었다. 새 시계를 지원한다. - 이제 약물을 추적하고 주의사항을 제공할 수 있다. - iPhone 카메라(iPhone XS, XS Max, XR 이상)를 통해 약물 추가 가능 - 기록된 월경 주기가 불규칙한 패턴이나 다른 문제를 나타내면 Health 앱에서 알려 줄 수 있다. - 가정 또는 친밀한 파트너 폭력 상황에 있는 사람들을 돕기 위해 안전 점검이 추가되었다. - Emergency Reset은 모든 사람, 장치 및 앱에 대한 공유 데이터 및 위치에 대한 모든 액세스를 즉시 취소한다. - 공유 및 액세스 관리를 통해 어떤 앱과 사용자가 사용자의 정보에 액세스할 수 있는지 검토하고 사용자 정의할 수 있다. - Magnifier의 Door Detection(문 감지)을 통해 도어의 위치 확인, 주변의 표지판 및 기호 판독, 도어의 열기 방법 안내(아이폰 12, 13, 14 Pro 시리즈만 해당) - Apple Watch 미러링을 통해 iPhone에서 Apple Watch를 제어할 수 있다. - 실시간 캡션(베타)을 사용하면 오디오를 텍스트로 자동 변환할 수 있다. - 페어링된 Apple Watch가 없어도 이제 피트니스 앱을 모든 사람이 사용할 수 있다. - Memoji는 더 많은 포즈, 헤어스타일, 헤드웨어, 코, 립 컬러를 포함하도록 업데이트되었다. - 이제 Translate 앱은 카메라를 사용하여 텍스트를 번역할 수 있다. - 사진의 중복 탐지를 통해 사진 라이브러리의 중복 사진을 쉽게 식별할 수 있다. - Rapid Security Response를 통해 소프트웨어 업데이트 없이 중요한 버그 패치 적용 가능 | 초기 릴리즈   |
| 16.0.1    | 20A371   | Sydney      | 2022년 9월 14일  | 아이폰 14, 14 플러스, 14 프로 및 14 프로 맥스 전용 - iPhone을 활성화하지 못하게 만든 버그를 수정. - iPhone이 이전 iPhone에서 데이터를 전송하지 못하게 하는 버그를 수정. - 엔터프라이즈 SSO(Single Sign-On) 인증 실패의 원인이 된 버그 수정 | 버그 수정     |
| 16.0.2    | 20A380   | Sydney      | 2022년 9월 22일  | * 타사 카메라 앱으로 사진을 찍을 때 아이폰 14 프로 및 프로 맥스가 진동하고 흔들리게 하는 버그를 수정한다. - 복사 및 붙여넣기 시 과도한 권한 팝업을 발생시킨 버그 수정 - 장치 설정 중 디스플레이가 검은색으로 변하게 만든 버그 수정 - 재부팅 후 VoiceOver를 사용할 수 없게 만드는 버그를 수정한다. - 서비스된 아이폰 X, 아이폰 XR 및 아이폰 11에서 터치 입력이 작동하지 않게 하는 버그 수정 | 버그 수정     |
| 16.0.3    | 20A392   | Sydney      | 2022년 10월 11일 | - 아이폰 14 프로, 14 프로 맥스에서 수신 통화 및 앱 알림이 지연되거나 전달되지 않는 버그를 수정. - 아이폰 14에서 카플레이 전화 통화 중에 낮은 마이크 볼륨을 발생시킨 버그를 수정. - 아이폰 14 프로, 14 프로 맥스에서 카메라가 느리게 시작되거나 모드 간에 전환되는 버그를 수정. - 잘못된 형식의 전자 메일을 받은 후 시작 시 메일이 충돌하게 만든 버그를 수정. | 버그 수정     |
| 16.1      | 20B82    |             | 2022년 10월 25일 | - 새로운 기능 - 문제(표준)에 대한 지원을 소개한다. - 배터리 백분율은 이제 iPhone XR, iPhone 11, iPhone 12 mini 및 iPhone 13 mini에서 사용할 수 있다. - 청정 에너지를 이용할 수 있을 때 선택적으로 충전해 충전 시 이산화탄소 배출량을 줄이는 기능인 '청정 에너지 충전'을 추가했다. - 다이내믹 배터리 표시등 - A12X 및 A12Z 칩을 사용하여 iPad Pro 모델에서 Stage Manager를 실행할 수 있는 기능을 소개한다. - 세 손가락 제스처 버그 수정 - Apple Wallet 제거 기능 추가이전에 사용자가 제거할 수 없었던 Wallet 앱이다. - 라이브 액티비티 API(액티비티 키트라고도 함)를 재도입하여 개발자는 아이폰 14 프로와 프로 맥스의 다이내믹 아일랜드뿐만 아니라 잠금 화면에 존재하는 대화형 UI를 만들 수 있다. - 개선사항 - 설정에서 벽지 설정 창을 다시 설계하여 사용자가 새 벽지 쌍을 만드는 기능과 함께 앱 내에서 홈 화면/잠금 화면 배경화면을 변경할 수 있다. - 배터리 비율을 표시하는 기능은 아이폰 XR, 아이폰 11, 아이폰 12 mini, 아이폰 13 mini에서 사용할 수 있다. - Settings(설정) -> Battery(배터리 백분율 표시)에서 "Show battery percentage(배터리 백분율 표시)"가 활성화된 배터리 아이콘은 이제 배터리 수준을 시각적으로 나타내는 동시에 이전에는 정적이던 백분율 번호를 표시하므로 사용자가 실제 숫자를 읽지 않고도 배터리 백분율을 쉽게 확인할 수 있다. - iOS 15 이전 동작인 iOS 기기를 꽂고 충전할 때 "% 충전됨" 텍스트가 반환되었다. - 스크린샷 관리 UI에서 '완료'를 탭하면 나타나는 메뉴는 화면 하단에 나타나던 기존 팝업 메뉴 대신 해당 버튼 아래에 나타나는 컨텍스트 메뉴를 사용하도록 재설계됐다. |               |
| 16.1.1    | 20B101   | SydneyB     | 2022년 11월 10일 | - 버그 수정 | 버그 수정     |
| 16.1.2    | 20B110   |             | 2022년 12월 1일  | - 통신사 호환성 향상 - 충격 감지 개선 | 버그 수정     |
| 16.2      | 20C65    | SydneyCSeed | 2022년 12월 7일  | - 인도의 아이폰은 이제 5G를 지원한다. - 새로운 프리폼 앱 - 새 의약품 잠금 화면 위젯 - 실수로 응급 서비스가 활성화된 경우, 의도하지 않은 SOS 호출에 대한 설문 조사를 작성하도록 요청된다. - 항상 디스플레이 모드에서 벽지 옵션을 비활성화한가. - AOD가 활성화된 경우 알림 숨기기 옵션 추가 - 바로 가기에서 배터리 상태 가져오기 작업을 새로 추가했다. 이 새 작업을 사용하여 현재 배터리 백분율을 얻거나 장치가 충전기에 연결되어 있는지 또는 충전 중인지 확인할 수 있다. - 새 홈 앱 스플래시 화면 강조 표시 - 버그 수정 - 보안 수정 | 기능 업데이트 |
| 16.3 베타 | 20D5024e |             | 2022년 12월 15일 | | 베타 릴리즈   |

범례:   과거   현재   베타

## 기능

### 잠금 화면
- 새로운 잠금 화면은 모양을 완전히 사용자가 커스텀할 수 있으며 위젯을 넣을 수 있다. 위젯처럼 눌러 날짜와 시간의 글꼴과 텍스트 색상을 변경할 수 있다. 전체 잠금 화면에 색 효과를 적용하는 기능이 추가되었다. 날짜 옆의 첫 번째 줄에 작은 위젯을 추가할 수 있다. 다른 위젯을 추가하고 시간 아래의 세 번째 행에 수평으로 정렬할 수 있다.
- 언제든지 설정할 잠금 화면을 여러 개 만들 수 있다.

### 개선된 집중 모드
- 집중 모드 활성 상태에 따라 다른 잠금 화면을 가질 수 있다.

- 예를 들어, Safari는 작업 상태 등과 관련하여 열려 있는 탭만 표시할 수 있다.

### 알림
한 손으로 전화기를 쉽게 사용할 수 있도록 하기 위해, 그리고 위젯이 알림에 가려지지 않도록 하기 위해 알림은 아래에서부터 나타난다.

### 실시간 활동
잠금화면의 특수 위젯으로 데이터를 실시간으로 보여줄 수 있어 별도의 알림이 오지 않고 지속적으로 이벤트를 따라갈 수 있다. 그들은 iOS 16에 도입된 새로운 실시간 알림을 활용한다.

### 메일
- 메일 메시지를 나중에 발송하도록 예약할 수 있다.
- 10초 이내에 새로 보낸 전자 메일을 취소할 수 있다.
- 사용자가 아직 응답하지 않은 메시지에 대해 미리 알림을 표시하고 미리 알림을 설정할 수 있다.
- 향상된 검색: 사용자가 검색하는 동안 발생하는 오타가 메시지의 내용에 따라 자동으로 수정되므로 결과를 얻을 수 있다.
- 새로운 리치 링크는 전자 메일 메시지에 더 많은 컨텍스트와 세부 정보를 한 눈에 제공한다.

### 메시지
- 메시지 편집/보내기 취소
- 메시지에서 재생 공유
- 나중에 읽을 수 있도록 메시지를 읽지 않은 것으로 표시

### 지도
- 멀티 스톱 라우팅: 이제 여러 중간 스톱 지점 사이를 통과하는 경로를 계획할 수 있다(최대 15개 스톱).[6]
- 운송 중 지불, 이제 운임 비용을 계산할 수 있다.
- 새로운 MapKit은 Look Around와 Detailed City Experience를 지원하는 기능을 갖추고 있다.

### 개선된 받아쓰기
텍스트 받아쓰기 동안 키보드는 항상 존재하며 사용자가 음성에서 수동 타이핑으로, 또는 그 반대로도 중단 없이 전환할 수 있다. 받아쓰기를 통해 이모티콘을 삽입하는 것도 가능하다. 받아쓰기가 일시 중지되면 자동 마침표가 자동으로 점을 삽입한다.

### 사진 및 카메라
- 사용자 라이브러리의 사진을 5개의 다른 연락처와 공유할 수 있다. 공유된 사진은 이러한 연락처에서 자유롭게 편집하거나 삭제할 수 있다.
- 카메라 앱에서 촬영하려는 사진이 자동으로 공유될 사진인지 아니면 개인 사진인지 결정할 수 있다.
- 사진 앱에는 앨범의 중복 사진을 탐지할 수 있는 새로운 도구가 있다.
- 숨김 및 최근에 삭제한 앨범이 이제 Face ID 또는 Touch ID로 보호된다.

### 개선된 라이브 텍스트
- 동영상에서 텍스트를 선택하고 캡처하는 기능(일본어, 한국어, 우크라이나어 지원 확대)
- 빠른 동작은 실시간 텍스트에서 직접 사용할 수 있는 명령이다. 인식된 텍스트에서 즉시 다른 통화 또는 번역으로 가격을 변환할 수 있다.

### 시각적 검색
이제 시각적 검색은 사진에서 인식되는 개체의 모양을 추출할 수 있으므로 다른 앱에 개체를 끌어다 붙여 넣을 수 있다.

### 번역
- 이제 사용자가 카메라를 활성화하여 실시간으로 인식되는 모든 텍스트를 번역할 수 있다.
- 터키어, 태국어, 베트남어, 폴란드어, 인도네시아어 및 네덜란드어에 대한 지원을 추가한다.

### 사파리
- 공유된 그룹 탭에서는 탭 그룹을 다른 참가자와 공유하여 함께 작업할 수 있으며, 다른 참가자가 현재 보고 있는 탭도 실시간으로 확인할 수 있다.

### 개선된 접근성
- 문 감지: 보행 중 시각장애인이 카메라로 안내받을 수 있는 기능이 이제 문의 존재를 인식할 수 있으며, 문이 그들에게서 몇 미터 떨어져 있는지를 알 수 있다.

### 건강
- 낮에 복용할 약을 추가하고 관리하는 것이 가능하다.
- 수면 단계를 통해 사용자는 Apple Watch에서 감지한 수면 단계를 모니터링할 수 있다.

### 개인 정보
- 안전 점검: 주어진 권한을 재설정하여 폭력적인 관계에 있는 사람들을 돕는다.
- 자동 보안 업데이트

### 인텔리전트 기능
- 비디오가 포함된 실시간 텍스트
- 실시간 텍스트로 백그라운드에서 제목 올리기
- 빠른 동작
- 이제 Siri는 설정 없이 시작부터 작업할 수 있다.

### 날씨
- 대기질, 지역예보 등에 대한 세부 정보를 제공하는 새로운 예보 모듈
- ,향후 10일 동안의 시간당 예측값과 향후 1시간 동안의 분당 강우 강도.
- 토네이도, 겨울 폭풍, 플래시 홍수 등과 같은 심각한 날씨 사건에 대한 정부 통지를 받는다.

### 애플 TV
애플 TV, 애플 워치 및 아이폰 간의 새로운 경험을 위한 tvOS 16의 교차 장치 연결.

### 와이파이 네트워크 개선
Face ID 또는 Touch ID를 통한 인증 후 기존에 알려진 Wi-Fi 네트워크에 저장된 비밀번호를 표시할 수 있다.

### 가로 Face ID
일부 기기에 한해 Face ID는 기기의 방향을 가로로 돌려도 작동한다.

### 키보드
키보드에 대한 촉각 피드백이 가능하기 때문에 사용자가 기계적으로 키를 누르는 것을 시뮬레이션하는 텍스트를 입력하는 동안 전화기의 작은 진동을 느낄 수 있다.

### 보안 및 개인정보
- 패스키는 사용자가 비밀번호를 사용하지 않고도 사이트와 앱에서 인증할 수 있는 신기술이다. 암호는 전화기에 의해 생성되고 권한은 Face ID 또는 Touch ID를 통해 부여된다.
- Safety Check는 사용자, 앱 및 장치가 활성화될 때 iCloud 계정에 대해 부여된 모든 액세스 권한을 재설정한다.
- Rapid Security Response는 전체 iOS 업데이트를 요구하지 않고 중요한 보안 업데이트를 배포할 수 있도록 한다.
- 이제 응용 프로그램 및 웹 사이트에서 클립보드에서 복사할 수 있는 권한이 필요하다.

개인 액세스 토큰은 CAPTCHA를 대체하며, 신원이나 개인 정보를 손상시키지 않고 합법적인 장치 및 사용자의 HTTP 요청을 식별하는 데 도움이 된다.

### 증강현실
RoomPlan이라고 불리는 새로운 프레임워크는 앱들이 최근 아이폰과 아이패드에서 LiDAR 스캐너를 사용하여 방의 3D 평면도를 빠르게 만들 수 있도록 한다.

### Spotlight
- 홈 화면에서 Spotlight에 직접 액세스하여 빠른 결과 얻기
- 메시지, 메모 및 파일과 같은 앱에서 더 많은 이미지 결과 제공
- 타이머 시작 또는 바로 가기 실행과 같은 빠른 작업

## 지원 기기
iOS 16은 아이폰 6S, 아이폰 6S 플러스, 아이폰 7, 아이폰 7 플러스, 아이폰 SE (1세대), 아이팟 터치 (7세대)에 대한 지원을 중단한다. 이는 마지막 아이팟 터치 장치인 뉴럴 엔진(A11 바이오닉과 함께 도입)이 없는 장치, 4인치 디스플레이가 있는 모든 장치, 3.5mm 스테레오 헤드폰 잭이 있는 모든 장치, 무선 충전이 없는 모든 장치에서 지원을 제거한다는 것을 의미한다.
이는 또한 iOS 13에서 애플이 구형 64비트 아이폰에 대한 지원을 중단한 이후 두 번째이다. 지원되는 장치에는 다음이 포함된다.
- 아이폰 8
- 아이폰 8 플러스
- 아이폰 X
- 아이폰 XS
- 아이폰 XS 맥스
- 아이폰 XR
- 아이폰 11
- 아이폰 11 프로
- 아이폰 11 프로 맥스
- 아이폰 SE (2세대)
- 아이폰 12 미니
- 아이폰 12
- 아이폰 12 프로
- 아이폰 12 프로 맥스
- 아이폰 13
- 아이폰 13 미니
- 아이폰 13 프로
- 아이폰 13 프로 맥스
- 아이폰 SE (3세대)
- 아이폰 14
- 아이폰 14 플러스
- 아이폰 14 프로
- 아이폰 14 프로 맥스

## 같이 보기
- IPadOS 16
- MacOS 벤투라